# Pena capital en Filipinas
La pena capital en Filipinas estuvo vigente hasta su derogación en 1987, durante el gobierno de la presidente Corazón Aquino, segunda en la nueva constitución.
El gobierno de Fidel V. Ramos volvió a legalizar esta pena en 1992, estableciendo como método la silla eléctrica. Tras su reinstauración, se aplicó en un caso en el año 2000, pese a las controversias e impacto entre la población. Este caso reabrió el debate sobre su derogación hasta el 24 de junio de 2006, cuando, tras trece años, fue definitivamente derogada por el gobierno de aquel momento, presidido por doña Gloria Macapagal Arroyo, permaneciendo la cadena perpetua como pena máxima.